# Poznań Naramowice
Poznań Naramowice – projektowany przystanek kolejowy w Poznaniu, leżący na szlaku kolejowym nr 395 Poznań Zieliniec – Kiekrz.
W 2020 r. PKP Polskie Linie Kolejowe złożyły do programu Komisji Europejskiej "Łącząc Europę" wniosek o dofinansowanie modernizacji kolejowej obwodnicy towarowej Poznania do ruchu pasażerskiego i wybudowanie 7 przystanków osobowych na terenie Poznania i jednego poza terenem miasta.